# Tony Canadeo
Anthony Robert „Tony“ Canadeo (* 5. Mai 1919 in Chicago, Illinois; † 29. November 2003 in Green Bay, Wisconsin), Spitzname: The Gray Ghost of Gonzaga war ein US-amerikanischer American-Football-Spieler. Er spielte in der National Football League (NFL) bei den Green Bay Packers.

## Spielerlaufbahn

### Collegekarriere
Tony Canadeo studierte von 1938 bis 1941 an der Gonzaga University, wo er sich sportlich als Boxer und American-Football-Spieler betätigte. Als Footballspieler spielte er überwiegend auf der Position eines Halfbacks. In seinem letzten Spieljahr war er Mannschaftskapitän seines Teams, wurde in die Ligaauswahl gewählt und zum All American ernannt.

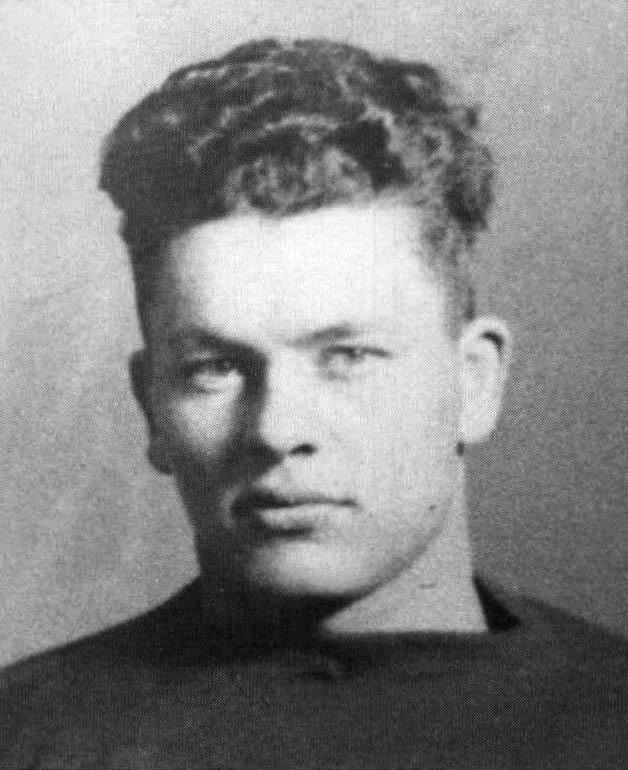
Curly Lambeau

### Profikarriere
Im Jahr 1941 wurde Canadeo von den Green Bay Packers in der neunten Runde an 77. Stelle gedraftet. Trainer des Teams war Curly Lambeau, der die Mannschaft in den zurückliegenden Jahren zu zahlreichen NFL-Meisterschaften geführt hatte. Canadeo wurde in der Offense der Mannschaft eingesetzt, fand aber, da die Konkurrenz in diesem Mannschaftsteil  auf den Runningback-Positionen mit Cecil Isbell und Clarke Hinkle stark besetzt war, zunächst mehr Einsatzzeit in den Special Teams der Mannschaft. Hinkle beendete seine Laufbahn 1941 und Isbell setzte sich 1942 zur Ruhe.
Tony Canadeo konnte in seinem Rookiejahr mit seiner Mannschaft in das NFL Endspiel einziehen. Die Packers scheiterten dort an den Chicago Bears mit 14:33. Im Jahr 1944 spielte Canadeo aufgrund seines Wehrdienstes in der US Army lediglich drei Spiele für die Mannschaft aus Green Bay. Die Packers gewannen am Ende der Saison die NFL-Meisterschaft. Im Endspiel wurden die New York Giants mit 14:7 besiegt.
1945 musste Canadeo aufgrund seines Wehrdienstes das komplette Spieljahr aussetzen. Im Jahr 1946 kehrte er zu seinem Team zurück und konnte sofort wieder an seine persönlichen Leistungen anschließen. Seine Packers gelangen es in den nachfolgenden Jahren jedoch nicht mehr an ihre großen Erfolge anknüpfen. Canadeo beendete nach der Saison 1952 seine Laufbahn. Wie für die damalige Zeit üblich war er auf verschiedenen Positionen zum Einsatz gekommen. In der Offense lief er als Halfback, Fullback oder Tailback auf, in der Defense spielte er als Defensive Back und in den Special Teams unter anderem als Punter.

## Nach der Spielerlaufbahn
Tony Canadeo wurde nach dem Spiel Fernsehmoderator und übertrug die Spiele der Packers. Bis 1993 war er in verschiedenen Funktionen für die Packers aktiv. 1959 war er an der Verpflichtung von Vince Lombardi als Trainer der Mannschaft beteiligt. Bis zu dessen Lebensende pflegte er eine Freundschaft mit ihm. 1982 wurde er Vizepräsident des Vereins. Canadeo hatte ein langwieriges Nierenleiden. Er erhielt von seinem Sohn eine Spenderniere. Nach seinem Tod wurde er auf dem Allouez Catholic Cemetery in Green Bay beerdigt.

## Ehrungen
Anthony Canadeo wurde dreimal zum All-Pro gewählt. Er ist Mitglied im NFL 1940s All-Decade Team, in der  Green Bay Packers Hall of Fame, in der State of Washington Sports Hall of Fame, in der National Italian American Sports Hall of Fame und in der Pro Football Hall of Fame. Seine Rückennummer 3 ist bei den Packers gesperrt. Nach seinem Tod spielten die Packers mit einem Aufkleber „3“ zu seinem Gedenken die laufende Saison zu Ende.